# Macquarie Harbour
Macquarie Harbour ist eine Bucht an der Westküste des australischen Bundesstaates Tasmanien. Der südöstliche Teil der Bucht steht als Teil der tasmanischen Wildnis auf der Liste des UNESCO-Welterbes der Menschheit.

## Geographie
Sie hat eine Nordwest-Südost-Ausdehnung von etwa 32 km und ist etwa 5 km breit. Der King River und der Gordon River fließen in die Bucht. Die enge Öffnung von Macquarie Harbour zum Indischen Ozean wird wegen ihrer gefährlichen Gezeitenströmungen Hells Gates genannt. Teilweise wird dieser Name auch auf die Sträflinge zurückgeführt, die auf dem Weg nach Sarah Island diesen Punkt passieren mussten.

## Geschichte
Die erste europäische Niederlassung in Macquarie Harbour bildete die Strafkolonie Macquarie Harbour auf Sarah Island. Die Insel wurde für die Unterbringung aufsässiger Sträflinge aus anderen Lagern in Australien wie zum Beispiel Port Arthur genutzt. Hierzu schien sie wegen ihrer extremen Isolation und des rauen Klimas besonders geeignet. In seinem Roman Lebenslänglich (For the Term of his Natural Life) beschreibt Markus Clarke (1846–1881) unter anderem die Zustände auf Sarah Island. Einen weiteren Roman zu Sarah Island, welcher die Sträflingskolonie beschreibt, gibt es vom Autor Richard Flanagan mit dem Titel Goulds Buch der Fische (Gould’s Book of Fish). Später diente der Hafen von Strahan vor allem dem Abtransport von Rohstoffen aus nahegelegenen Bergbausiedlungen wie Queenstown. Heute ist Strahan eine Basis für den Tourismus in der Region.

### Walstrandungen
Im September 2020 kam es zu einer Massenstrandung insgesamt 470 Grindwale in der Bucht von Macquarie Harbour. Nachdem in kurzer Zeit bereits etwa 270 Tiere gestrandet waren, wurden aufwändige Rettungsmaßnahmen eingeleitet, so dass etwas mehr als 100 Tiere gerettet werden konnten.
Genau zwei Jahre später kam es im September 2022 in der Bucht erneut zu einer Walstrandung, bei der rund 230 Grindwale am Ocean Beach gestrandet sind.